# Радиотелевизионный передающий центр Республики Калмыкия
Радиотелевизионный передающий центр Республики Калмыкия (филиал РТРС «РТПЦ Республики Калмыкия») — подразделение Российской телевизионной и радиовещательной сети, основной оператор цифрового эфирного теле- и радиовещания в Республике Калмыкия. С 2001 года входит в состав РТРС. Радиотелецентр Республики Калмыкия обеспечивает более 97 % жителей региона 20 бесплатными цифровыми эфирными телеканалами: «Первый канал», «Россия-1», «Матч ТВ», «НТВ», «Пятый канал», «Россия К», «Россия-24», «Карусель», «ОТР», «ТВ Центр», «РЕН ТВ», «Спас», «СТС», «Домашний», «ТВ-3», «Пятница!», «Звезда», «Мир», «ТНТ», «Муз-ТВ».
До создания филиалом цифровой эфирной телесети, жители большинства населенных пунктов, за исключением Элисты, могли принимать не более двух-четырех телеканалов. Таким образом, в 2009—2018 годах филиал РТРС «РТПЦ Республики Калмыкия» увеличил возможности просмотра телетрансляции для жителей Республики Калмыкия в среднем в четыре-семь раз.
Предприятие выступало основным исполнителем мероприятий федеральной целевой программы «Развитие телерадиовещания в Российской Федерации на 2009—2018 годы» в Республике Калмыкия.

## История

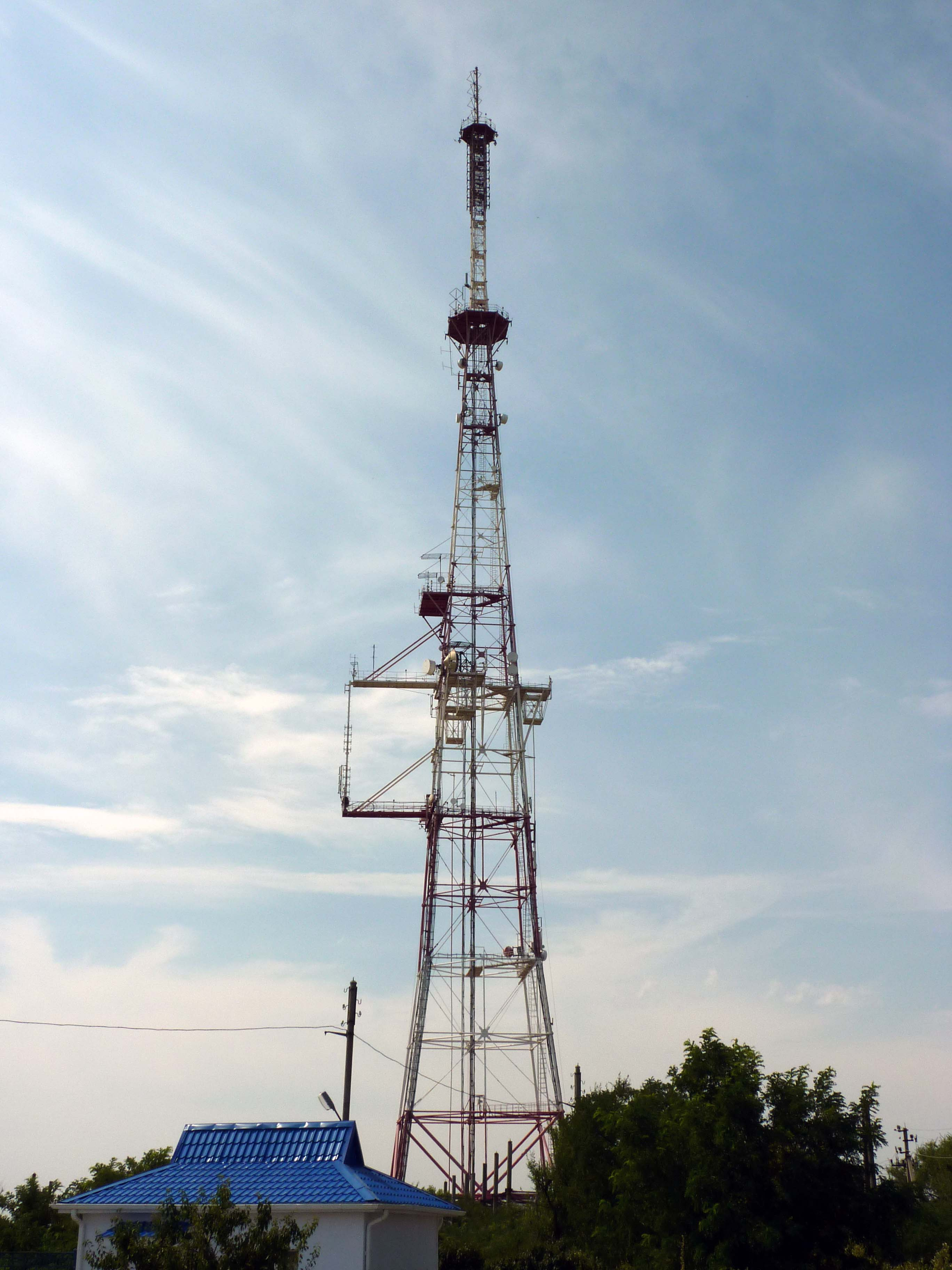
Передающая станция Элисты

Официальная история РТПЦ Республики Калмыкия берет свое начало с момента введения в эксплуатацию передающей радиостанции СРВ-30 12 октября 1965 г. (Приказ Министра связи СССР №724 от 12 октября 1965г.)
Радиотелевизионный передающий центр основан в 1968 году путем слияния Дирекции радиотрансляционной сети (ДРТС), средневолновой передающей радиостанции СРВ-30 с приемным пунктом в селе Вознесеновка и радиотелевизионной передающей станцией (РРПС) в Элисте.
Существовавшие ранее раздельно ДРТС, передающая радиостанция и радиотелевизионная передающая станция были объединены в структурное подразделение Производственно-технического управления связи Калмыцкой Автономной Советской Социалистической Республики (ПТУС КАССР) с официальным названием — Республиканская радиотелевизионная передающая станция (РРПС ПТУС) Калмыцкой АССР Министерства связи РСФСР.
После ввода в эксплуатацию радиотелевизионных передающих станций РТПС в селе Садовое и РТПС в поселке Утта в 1973—1974 годах РРПС преобразован в Республиканский радиотелевизионный передающий центр (РРТПЦ) ПТУС Калмыцкой АССР.
В 1992 году РРТПЦ был реорганизован в государственное предприятие связи (ГПС РРТПЦ) Республики Калмыкия Министерства связи Российской Федерации (приказ Министерства связи РФ  от 20.10.1992 № 379).
В 1998 году республиканский радиотелевизионный передающий центр был включен в состав телекоммуникационного холдинга ВГТРК (Указ Президента России от 08.05.1998 № 511  «О совершенствовании работы государственных электронных средств массовой информации» и Постановление Правительства РФ от 27.07.1998 № 844  «О формировании единого производственно-технического комплекса государственных электронных средств массовой информации»).
С декабря 2001 года Радиотелецентр Республики Калмыкия стал структурным подразделением РТРС (Указ Президента России от 13.08.2001 № 1031 «О создании Федерального государственного унитарного предприятия "Российская телевизионная и радиовещательная сеть"»).
В состав филиала РТРС «РТПЦ Республики Калмыкия» входят пять радиотелевизионных передающих станций (РТПС): РТПС Элиста, РТПС Садовое, РТПС Улан Хол, РТПС Утта, РТПС Иджил, участок проводного вещания в Элисте и сеть телевизионных ретрансляторов.

## Деятельность

#### Перевод региональной сети вещания на цифровой формат[17]
В 2010 году в Республике Калмыкия началось создание цифровой телесети в соответствии с федеральной целевой программой «Развитие телерадиовещания в Российской Федерации на 2009—2018 годы».  Проект предусматривал строительство в регионе 14 новых и переоснащение 10 действующих передающих станций.
22 августа 2012 года филиал начал тестовую трансляцию 10 телеканалов и трех радиостанций первого мультиплекса в Элисте.
5 октября 2012 года в Элисте открылся центр консультационной поддержки зрителей цифрового эфирного телевидения
В декабре 2012 года филиал завершил строительство сети эфирного вещания первого мультиплекса в Республике Калмыкия.
В августе 2014 года Радиотелецентр Республики Калмыкия начал в Элисте тестовую трансляцию 10 телеканалов второго мультиплекса.
В 2016 году, к 15-летию РТРС, филиал подарил 15 многодетным семьям республики цифровые приставки.
24 ноября 2017 года Радиотелецентр Республики Калмыкия начал в регионе трансляцию программ ГТРК «Калмыкия» в составе первого мультиплекса.
19 ноября 2018 года в регионе начали работу все передающие станции второго мультиплекса. Цифровая телесеть РТРС обеспечила доступность 20 цифровых телеканалов для 97,68 % жителей региона.
5 апреля 2019 года сотрудники филиала приняли участие в высадке «Телеаллеи» в первом микрорайоне Элисты. Событие было приурочено к переходу Республики Калмыкия на цифровое телевидение.
15 апреля 2019 года филиал РТРС «РТПЦ Республики Калмыкия» выключил в регионе 203 аналоговых передатчика федеральных телеканалов. Республика Калмыкия завершила переход на цифровое эфирное телевидение .

#### Развитие радиовещания: сеть ВГТРК
С 1 ноября 2020 года филиал РТРС «РТПЦ Республики Калмыкия» перевел трансляцию радиостанций «Радио России» в FM-диапазон в селе Садовое, поселках Улан Хол и Утта, запустил новые ретрансляторы «Радио России» в поселках Маныч, Цаган Аман и Южный, начал трансляцию радиостанции «Вести ФМ» в Элисте.
Программы «Радио России» с региональными блоками ГТРК «Калмыкия» стали доступны для большинства жителей республики — 200 тысяч жителей. Запуск радиостанций «Радио России» и «Вести ФМ» — часть совместной масштабной программы ВГТРК и РТРС по расширению сети радиовещания.

## Организация вещания
РТРС транслирует в Республике Калмыкия 20 телеканалов и три радиоканала в цифровом формате. Инфраструктура эфирного телерадиовещания филиал РТРС «РТПЦ Республики Калмыкия» включает:
- республиканский радиотелецентр;
- пять производственных подразделений;
- центр формирования мультиплексов;
- 24 передающих станции;
- 77 высотных сооружений для размещения антенно-фидерных устройств.

## Социальная ответственность
Первичная профсоюзная организация Радиотелецентра Республики Калмыкии входит в состав Калмыцкой республиканской Общественной организации Профсоюза работников связи России.

### Коллективный договор
19 марта 2020 года заключен коллективный договор РТРС на 2020—2023 годы. В новом коллективном договоре РТРС сохранены действующие социальные льготы и гарантии для работников, в том числе более 30 социальных льгот сверх предусмотренных Трудовым кодексом РФ.

## Награды
В декабре 2019 года ГТРК «Калмыкия» удостоила директора Радиотелецентра Республики Калмыкия Арслана Саксыкова премии «Лица года».
В 2020 году ведущий инженер аварийно-профилактической группы цеха Элиста Денис Гагаев был награжден медалью ордена «За заслуги перед Отечеством» II степени.